# Love Songs: A Compilation… Old and New
Love Songs: A Compilation… Old and New – składanka utworów Phila Collinsa zawierająca najpopularniejsze piosenki o miłości nagrane przez tego artystę podczas całej jego kariery solowej, a także kilka premierowych utworów.
W czasopiśmie branżowym Teraz Rock wystawiono płycie ocenę 4 na 5.

## Lista utworów
- CD1

1. „Tearing and Breaking”
2. „Do You Remember?”
3. „One More Night”
4. „Against All Odds (Take a Look at Me Now)”
5. „Can't Turn Back the Years”
6. „A Groovy Kind of Love”
7. „Everyday”
8. „Don't Let Him Steal Your Heart Away”
9. „Please Come Out Tonight”
10. „This Must Be Love”
11. „It's in Your Eyes”
12. „Can't Stop Loving You”

- CD 2

1. „Testify”
2. „True Colours”
3. „You’ll Be in My Heart”
4. „If Leaving Me Is Easy”
5. „I've Been Trying”*
6. „I've Forgotten Everything”
7. „Somewhere”*
8. „Least You Can Do”
9. „Two Hearts”
10. „Separate Lives” (Live)
11. „My Girl” (Live)
12. „Always” (Live)*
13. „The Way You Look Tonight” (Live)

(*= premierowy utwór)